# Teatri della Calabria
Elenco in ordine alfabetico per province dei Teatri della Regione Calabria:

## Provincia di Catanzaro

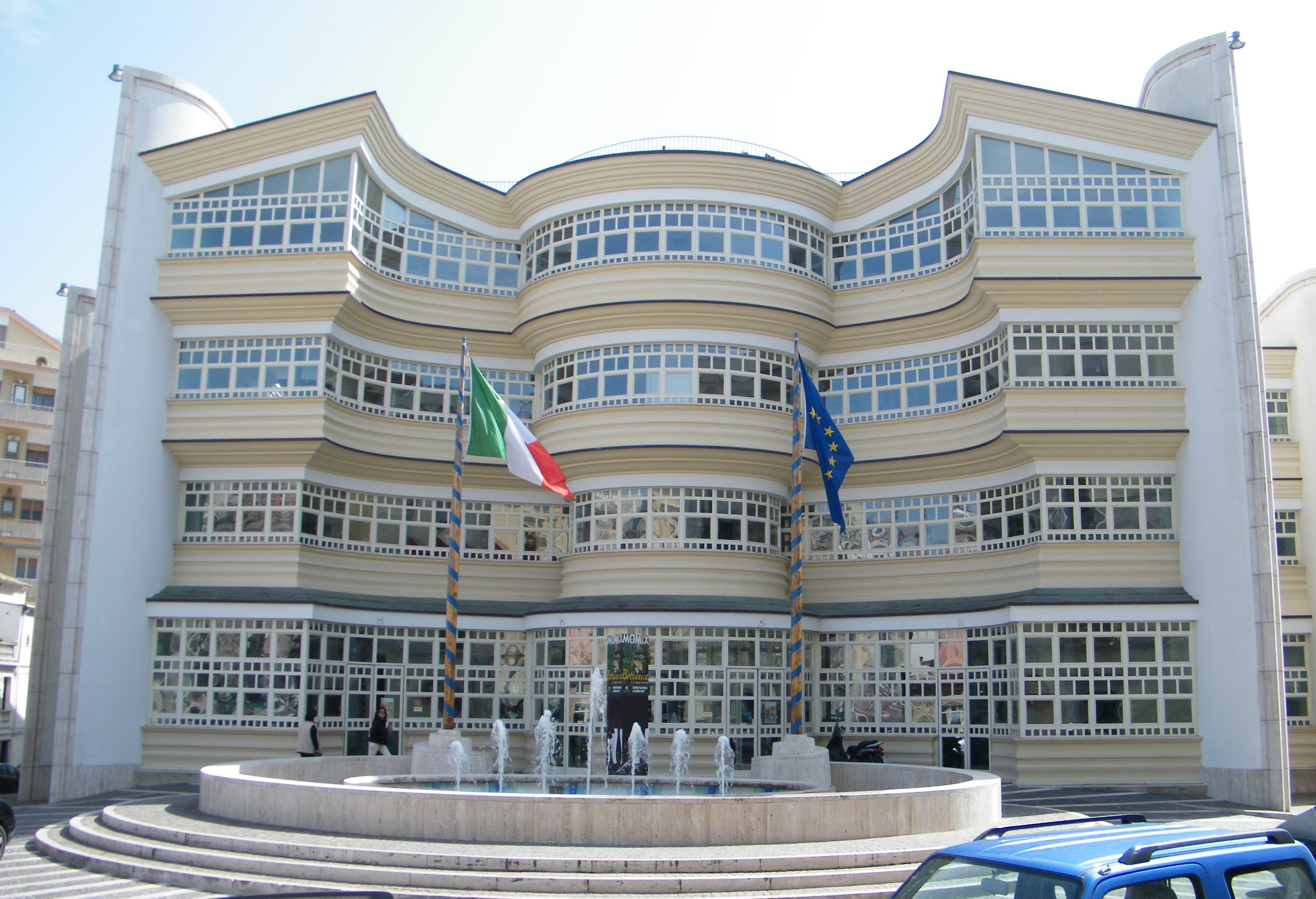
Teatro Politeama-Catanzaro

### Catanzaro
- Teatro Politeama (Catanzaro)
- Teatro Hercules

### Lamezia Terme
- Teatro Grandinetti
- Teatro Costabile
- Teatro Umberto

### Provincia
- Teatro Comunale di Badolato
- Teatro Comunale di Soverato
- Teatro Comunale di Chiaravalle
- Teatro "il Piccolo" di Soveria Mannelli

## Provincia di Crotone
- Teatro Apollo di Crotone
- Teatro Eraclea di Isola Capo Rizzuto
- Teatro di Cotronei
- Teatro Alikia di Cirò Marina

## Provincia di Cosenza

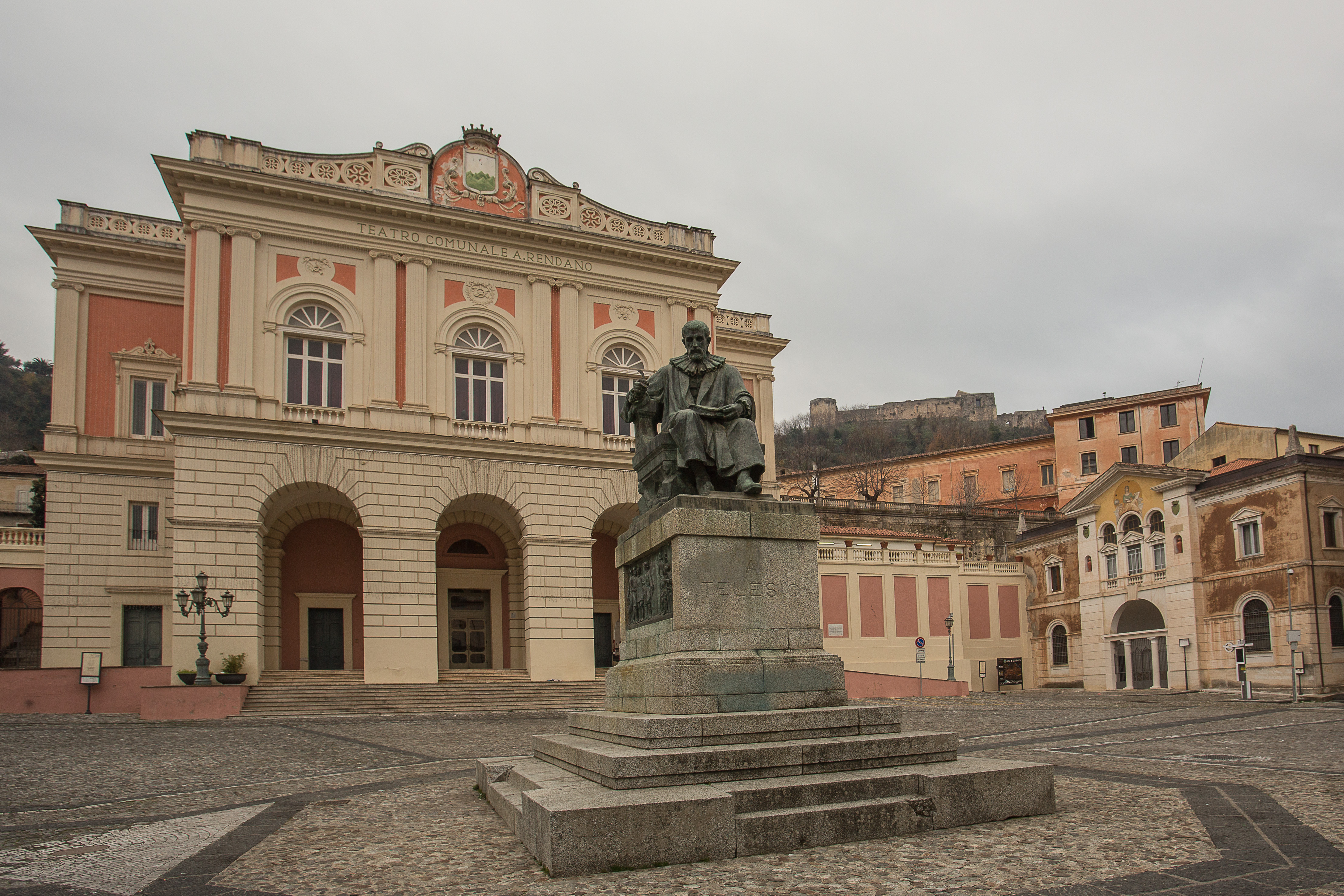
Teatro Alfonso Rendano- Cosenza

### Cosenza
- Teatro di tradizione Alfonso Rendano
- Teatro Italia

### Corigliano-Rossano
- Teatro Vincenzo Valente
- Teatro Metropol
- Teatro Paolella

### Provincia
- Teatro Vincenzo Tieri di Castrolibero
- Teatro Odeon di Paola
- Teatro della Chimera di Castrovillari
- Teatro Comunale di Mendicino
- Teatro Gambero di San Fili
- Teatro Belluscio di Altomonte
- Teatro Carrisi di Crosia

## Provincia di Reggio Calabria

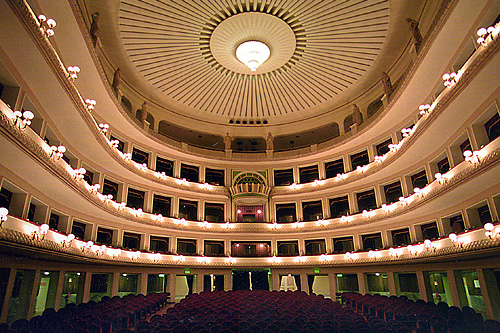
Teatro Francesco Cilea-ReggioCalabria

### Reggio Calabria
- Teatro Francesco Cilea
- Politeama Siracusa
- Catonateatro

### Provincia
- Teatro Nicola Antonio Manfroce di Palmi
- Teatro Comunale di Locri
- Teatro Comunale di Gioiosa Jonica

## Provincia di Vibo Valentia
- Teatro Comunale di Vibo Valentia
- Teatro Comunale di Pizzo
- Teatro Francesco Di Leo di Spadola
- Teatro La Pace di Drapia